# Nir Siwilia
Nir Abraham Siwilia (hebr. ‏ניר אברהם סביליה‎, ang. Nir Avraham Sivilia; ur. 26 maja 1975 w Tel Awiw-Jafa) – izraelski piłkarz występujący na pozycji napastnika, reprezentant Izraela w latach 1998–2000.

## Kariera klubowa
Grę w piłkę nożną rozpoczął w wieku 9 lat w akademii Maccabi Tel Awiw. W 1993 roku decyzją Awrama Granta włączono go do składu pierwszego zespołu. 3 kwietnia 1993 zadebiutował w Liga Leumit w zremisowanym 0:0 spotkaniu z Hapoelem Beer Szewa. Tydzień później w meczu przeciwko Maccabi Hajfa (3:1) zdobył pierwszą bramkę w izraelskiej ekstraklasie. W sezonie 1992/93 wywalczył Puchar Ligi. Wraz z rozpoczęciem sezonu 1993/94 rozpoczął regularne występy, tworząc formację ataku z Eli Driksem i zakończył rozgrywki zdobyciem Pucharu Izraela po zwycięstwie w finale 2:0 nad Hapoelem Tel Awiw. We wrześniu 1994 zadebiutował w europejskich pucharach w dwumeczu z Werderem Brema (0:0, 0:2) w Pucharze Zdobywców Pucharów 1994/95. W sezonie 1994/95 wywalczył z Maccabi mistrzostwo Izraela. Po przyjściu do klubu trenera Drora Kasztana, który oznajmił, iż w pierwszej kolejności stawiał będzie na Jewgienija Kaszencewa, wykupił swoją kartę zawodniczą i odszedł do Bene Jehuda Tel Awiw, gdzie rozegrał 29 spotkań i zdobył 8 goli.
Przed sezonem 1996/97 Siwilia powrócił na jedną rundę do Maccabi Tel Awiw, które ponownie prowadził Awram Grant, po czym podpisał kontrakt z Beitarem Jerozolima, który potrzebował napastnika w zastępstwie za kontuzjowanego Ronena Haraziego. Z klubem tym wywalczył dwukrotnie mistrzostwo Izraela (1996/97, 1997/98) oraz Puchar Ligi 1997/98. Latem 1999 roku został zawodnikiem Hapoelu Hajfa prowadzonego przez Eli Guttmana. W październiku tego samego roku, po odpadnięciu klubu z rozgrywek o Puchar UEFA 1999/00, powrócił do Beitaru Jerozolima. W 2000 roku dotarł do finału Pucharu Izraela, w którym przegrał po serii rzutów karnych z Hapoelem Tel Awiw. Z powodu narastających zaległości finansowych wobec piłkarzy w lipcu 2001 roku opuścił zespół i podpisał umowę z Maccabi Hajfa. W sezonie 2001/02, w którym zaliczył 22 występy i strzelił 6 bramek, zdobył mistrzostwo kraju. W 2002 roku awansował z Maccabi do fazy grupowej Ligi Mistrzów, w której zanotował 1 spotkanie w wyjazdowym meczu przeciwko Bayerowi 04 Leverkusen (1:2). W sezonie 2002/03 z powodu szeregu urazów nie był w stanie nawiązać rywalizacji z Yakubu Aiyegbenim. W styczniu 2003 roku, gdy ogłoszono zakontraktowanie Eljaniwa Bardy, odszedł z zespołu i związał się półtoraroczną umową z Bene Jehuda Tel Awiw. W czerwcu 2004 roku z powodu kontuzji kolana oficjalnie zakończył karierę.

## Kariera reprezentacyjna
W latach 1992–1993 grał w reprezentacji Izraela U-18, dla której strzelił 7 goli. W latach 1993–1997 występował w kadrze U-21, dla której rozegrał 34 mecze i zdobył 12 bramek.
18 lutego 1998 zadebiutował w seniorskiej reprezentacji Izraela w wygranym 4:0 towarzyskim meczu przeciwko Turcji. Ogółem w latach 1998–2000 rozegrał w drużynie narodowej 13 spotkań i zdobył 1 gola w meczu z San Marino w ramach eliminacji Mistrzostw Europy 2000.

### Bramki w reprezentacji
| LP | Data            | Miejsce                      | Przeciwnik | Bramka | Rezultat | Ranga meczu                       |
| -- | --------------- | ---------------------------- | ---------- | ------ | -------- | --------------------------------- |
| 1. | 8 września 1999 | Stadion Ramat Gan, Ramat Gan | San Marino | 7:0    | 8:0      | Eliminacje Mistrzostw Europy 2000 |

## Działacz sportowy
Od kwietnia do października 2014 roku pełnił funkcję prezesa Izraelskiego Związku Piłkarzy, z której zrezygnował z powodu braku porozumienia z Histadrutem.

## Dzielność samorządowa
W latach 2013–2018 zasiadał z ramienia partii Likud w Radzie Miasta Tel Awiw-Jafa. Przed wyborami samorządowymi w 2018 roku, w których nie wystartował, udzielił swojego poparcia partii Row Ha'Ir.

## Życie prywatne
Jest kuzynem biznesmena Eli Azura, posiadacza m.in. gazet „The Jerusalem Post” i „Ma’ariw” oraz wpółwłaściciela spółki Charlton, zarządzającej stacją telewizyjną Sport.

## Sukcesy
Maccabi Tel Awiw
- mistrzostwo Izraela: 1994/95
- Puchar Izraela: 1993/94
- Puchar Ligi: 1992/93

Beitar Jerozolima
- mistrzostwo Izraela: 1996/97, 1997/98
- Puchar Ligi: 1997/98

Maccabi Hajfa
- mistrzostwo Izraela: 2001/02